# India op de Olympische Winterspelen 2010

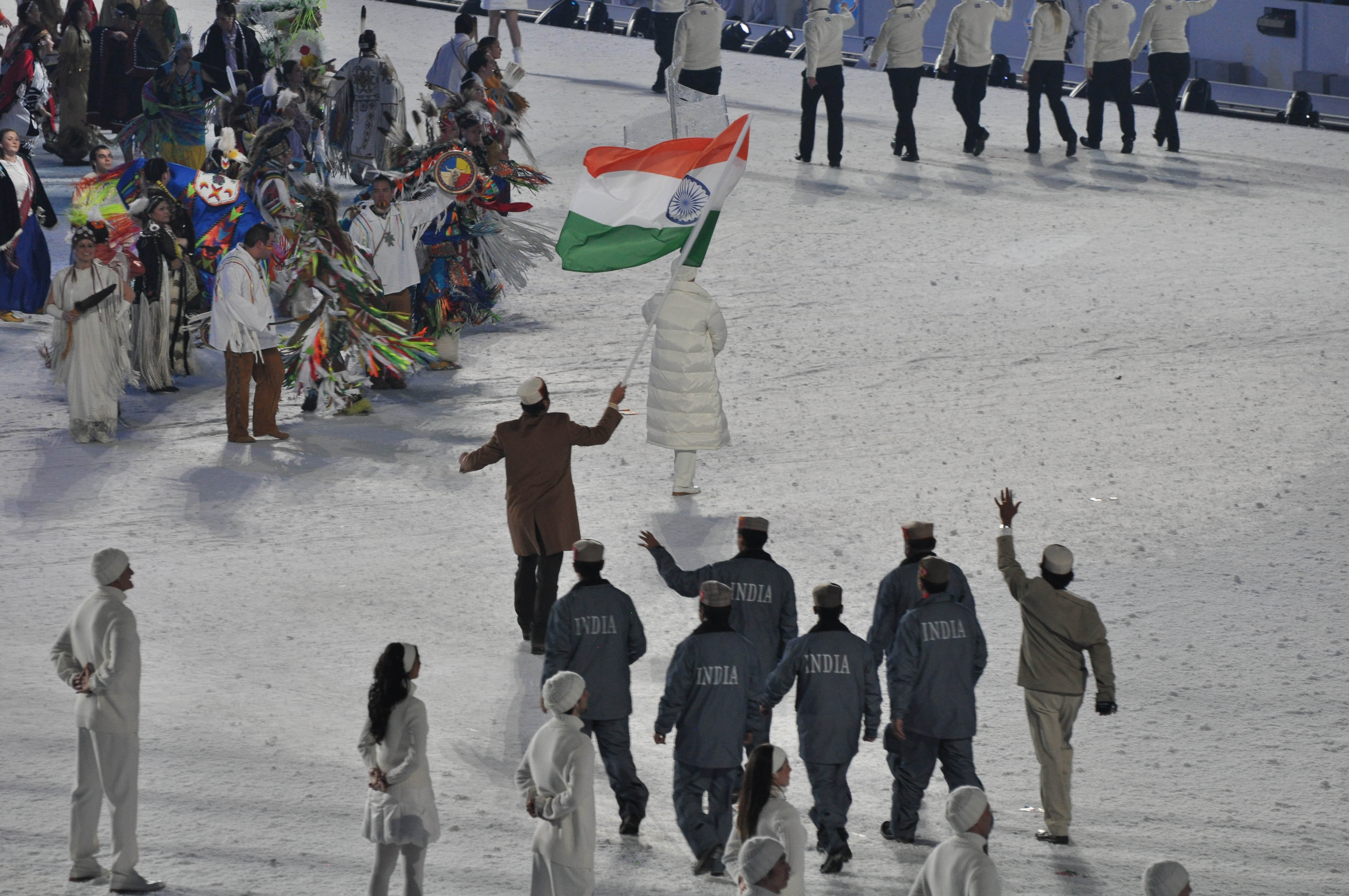
Het team van India bij de opening

Tijdens de Olympische Winterspelen van 2010, die in Vancouver (Canada) werden gehouden, nam India voor de achtste keer deel aan de Winterspelen.

## Deelnemers en resultaten
(m) = mannen, (v) = vrouwen 

### Alpineskiën
| Olympiër        | Discipline       | Resultaat | Prestatie                          |
| --------------- | ---------------- | --------- | ---------------------------------- |
| Jamyang Namgial | reuzenslalom (m) | 81e       | 3.34,92 (+57,09) — 1.46,77+1.48,15 |

### Langlaufen
| Olympiër     | Discipline            | Resultaat | Prestatie         |
| ------------ | --------------------- | --------- | ----------------- |
| Tashi Lundup | 15 km vrije stijl (m) | 83e       | 41.36,8 (+8.00,5) |

### Rodelen
| Olympiër (deelname) | Onderdeel | Resultaat | Prestatie                                             |
| ------------------- | --------- | --------- | ----------------------------------------------------- |
| Shiva Keshavan (4)  | mannen    | 29e       | 3.18,473 (+5,388) (49,561 / 49,529 / 49,597 / 49,786) |

Albanië · Algerije · Andorra · Argentinië · Armenië · Australië · Azerbeidzjan · België · Bermuda · Bosnië en Herzegovina · Brazilië · Bulgarije · Canada · Chili · China · Chinees Taipei · Colombia · Cyprus · Denemarken · Duitsland · Estland · Ethiopië · Finland · Frankrijk · Georgië · Ghana · Griekenland · Groot-Brittannië · Hongarije · Hongkong · Ierland · IJsland · India · Iran · Israël · Italië · Jamaica · Japan · Kaaimaneilanden · Kazachstan · Kirgizië · Kroatië · Letland · Libanon · Liechtenstein · Litouwen · Macedonië · Marokko · Mexico · Moldavië · Monaco · Mongolië · Montenegro · Nederland · Nepal · Nieuw-Zeeland · Noord-Korea · Noorwegen · Oekraïne · Oezbekistan · Oostenrijk · Pakistan · Peru · Polen · Portugal · Roemenië · Rusland · San Marino · Senegal · Servië · Slovenië · Slowakije · Spanje · Tadzjikistan · Tsjechië · Turkije · Verenigde Staten · Wit-Rusland · Zuid-Afrika · Zuid-Korea · Zweden · Zwitserland